# 青森市立浪打中学校
青森市立浪打中学校（あおもりしりつ なみうちちゅうがっこう）は、青森県青森市合浦1丁目にある公立中学校。

## 概要
全校生徒は2023年度で240人。
運動会では青組、黄組に分かれて種目に望む。2006年までは緑組もあったが少子化に伴いクラスが減ったため無くなった。運動会での応援合戦は、伝統となっている。

## 沿革
- 1948年（昭和23年）3月31日 - 浪打小学校の校舎の一部を借用し、発足。
- 1949年（昭和24年）
  - 4月1日 - 校章制定。
  - 8月23日 - 大字造道字浪打114番地に新校舎完成（普通教室12・職員室・応接室等）。
- 1950年（昭和25年）
  - 7月28日 - 校歌制定。
  - 11月1日 - 校旗樹立。
  - 12月4日 - 第二期工事竣工（普通教室10・校長室・衛生室等）。
- 1951年（昭和26年）
  - 2月28日 - 校舎増築竣工（普通教室2・図書室）。
  - 3月31日 - 校舎中央焼失。
  - 4月13日 - 新入生515名、筒井分校にて授業。
  - 11月6日 - 第1学年生徒、筒井分校より、本校に移転。第1学校と第2学年との2部授業。
- 1952年（昭和27年）4月7日 - 焼失校舎復興工事完了。
- 1953年（昭和28年）10月23日 - 体育館竣工。創立5周年記念を兼ねて、落成式挙行。
- 1956年（昭和31年）4月1日 - 特殊学級を浪打小学校に開設。
- 1958年（昭和33年）10月11日 - 創立10周年挙行式典挙行。
- 1960年（昭和35年）4月1日 - 造道中学校が、本校と講堂前の1教室と講堂を5教室分に仕切って使用。同日、特殊学級「若葉荘」を、県立中央病院八重田分院内に開設。
- 1961年（昭和36年）4月1日 - 県立中央病院八重田分院内に開設中の特殊学級「若葉荘」が、県に移管される。
- 1963年（昭和38年）4月1日 - 浪打小学校に開設中の特殊学級を本校に移転。
- 1966年（昭和41年）
  - 4月1日 - 技術工作室設置。
  - 6月1日 - 住居表示変更により、大字造道字浪打114番地から、合浦1丁目11番23号に変更される。
- 1968年（昭和43年）10月12日 - 創立20周年記念式典挙行。
- 1970年（昭和45年）4月28日 - 教室1・宿直室・用務員室焼失。
- 1973年（昭和48年）4月1日 - 第二図書室・第二家庭科室設置。
- 1978年（昭和53年）10月1日 - 創立30周年記念式典挙行。
- 1984年（昭和59年）
  - 4月1日 - コンピュータ一式設置。
  - 10月1日 - 合浦1丁目11番10号（現在地・旧青森県立青森北高等学校校舎）に移転。
- 1988年（昭和63年）10月16日 - 創立40周年記念式典挙行。
- 1991年（平成3年）12月25日 - 財団法人大坂会より、ノルディックスキー用具一式80セットが寄贈される。
- 1992年（平成4年）8月26日 - PTAより、スキー収納用プレハブ1棟が寄贈される。
- 1995年（平成7年）8月24日 - 新校舎へ移転。
- 1997年（平成9年）10月17日 - 創立50周年・校舎落成・校庭竣工記念の各式典挙行。
- 2008年（平成20年）10月18日 - 創立60周年記念式典挙行。

## 学校教育目標
- 学んだことを生かして、共にみがき合い、未来を切り拓く生徒

## 生徒数
- 2024年（令和6年）4月1日時点

| 学年 | 1年 | 2年 | 3年 | 特別支援 | 合計 |
| ---- | --- | --- | --- | -------- | ---- |
| 学級 | 3   | 2   | 3   | 4        | 12   |
| 生徒 | 75  | 65  | 73  | 24       | 237  |

## 学区
出典
- 港町1丁目
- 港町2丁目
- 港町3丁目
- 合浦1丁目
- 合浦2丁目
- 浪打1丁目
- 浪打2丁目
- 茶屋町
- 花園1丁目
- 花園2丁目
- 栄町1丁目
- 栄町2丁目
- 佃1丁目（一部）
- 佃2丁目（一部）
- 松森1丁目
- 松森2丁目（一部）
- 桜川1丁目
- 「地区名」（一部）と記載されてる詳細な地番などは、青森市教育委員会まで要問い合わせ。

## 国際交流姉妹校
- 細橋中学校（韓国平澤市）

## 周辺
- 青森市スポーツ会館
- カクヒログループスタジアム
- 青森市営野球場
- 合浦公園
- 国道4号
  - なお、周辺ではないが、国道4号をはさんだ所に青森市立浪打小学校がある。

## アクセス
- 青森市営バス・青森市市バス・弘南バス「合浦公園前」停留所より、学校正門まで、
  - 県立中央病院前・東部営業所・浅虫温泉駅前・上滝沢・矢田前方面行のりばから、徒歩約705m・約11分。
  - 古川・青森駅前・西部営業所・後潟・五所川原駅前・黒石駅前方面行のりばから、徒歩約745m・約12分。

## 参考資料
- 『新青森市史 別巻教育（別巻） 年表・学校沿革』（青森市・2000年3月発行）「学校沿革 （二）中学校」220頁～221頁「浪打中学校 変遷」